# Auerbach (Schwarzbach)
Der Auerbach ist ein – vom Dorstelbrunnen aus gerechnet – etwa 17 km langer und rechter Zufluss des Schwarzbachs. Er entwässert mit seinen Nebenbächen den Westen der Sickinger Höhe. Im mittleren Abschnitt wird er Wiesbach genannt.

## Verlauf
Der Auerbach entsteht aus mehreren Quellbächen, die  südwestlich von Martinshöhe entspringen, und fließt dann über die Pletschmühle in einem waldreichen Tal nach Süden. Auf der Strecke nach Winterbach liegen im Bachtal viele Weiher, die ihm einen idyllischen Anblick geben. Der Bach passiert die Etzenbachermühle und die Stampermühle.
Vor Winterbach, wo von links der Bach gleichen Namens zuläuft und der Bach Wiesbach genannt wird, biegt der Auerbach nach Westen ab und durchfließt am Ortsteil Niederhausen vorbei ein stark in Verbuschung und Bruchbewaldung übergehendes Wiesental. Nachdem er kurz zuvor noch von rechts den Heilbach aufgenommen hat,  mündet der Auerbach bei Niederauerbach von rechts in den Schwarzbach.

## Freizeit und Erholung
Zahlreiche Wander- und Reitwege durchziehen das Obertal zwischen Martinshöhe und Winterbach und dessen Nebentäler.